# Gonosome
Ne doit pas être confondu avec Génosome.

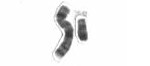
Les gonosomes d'un être humain mâle : à gauche le chromosome X, à droite le chromosome Y

On appelle gonosomes, allosomes ou chromosomes sexuels les chromosomes qui déterminent le sexe. Ce sont des hétérosomes (c'est-à-dire des chromosomes homologues mais d'apparence différente), par opposition aux autosomes (chromosomes homologues de même apparence).
Il existe plusieurs systèmes de détermination du sexe par les gonosomes :
- le système XY, que l'on trouve chez la plupart des mammifères (dont l'être humain) et certaines espèces d'insectes (diptères) et de plantes (Silene latifolia) ;
- le système ZW, chez les oiseaux et quelques poissons, insectes (notamment des papillons) et autres organismes ;
- le système XX/X0, chez les sauterelles, criquets, cafards et quelques autres espèces d'insectes.

Comme les autres chromosomes, les gonosomes sont sujets à des anomalies à l'origine de différents syndromes, notamment à des aneuploïdies (XXX, XXY, XYY, etc.).